# Borgóprund
Borgóprund (románul: Prundu Bârgăului) falu Romániában, Erdélyben, Beszterce-Naszód megyében.

## Nevének eredete
A Borgó a 'várberek' jelentésű német Burgau, míg a Prund a 'homokos térség, porond' jelentésű román prund átvétele.

## Fekvése
Besztercétől 22 kilométerre északkeletre, a Tiha-patak Besztercébe ömlésénél, a Borgói-havasok déli, a Kelemen-havasok északi lábánál fekszik.

## Népessége

### Etnikai és vallási megoszlás
- 1850-ben 1519 lakosából 1490 volt román nemzetiségű; 1475 ortodox vallású.
- 1910-ben 2758 lakosából 2146 volt román, 463 német (jiddis) és 118 magyar anyanyelvű; 2050 ortodox, 385 zsidó, 117 római és 113 görögkatolikus, 58 evangélikus és 32 református vallású.
- 2002-ben 4994 lakosából 4965 volt román nemzetiségű; 4911 ortodox vallású.

## Története

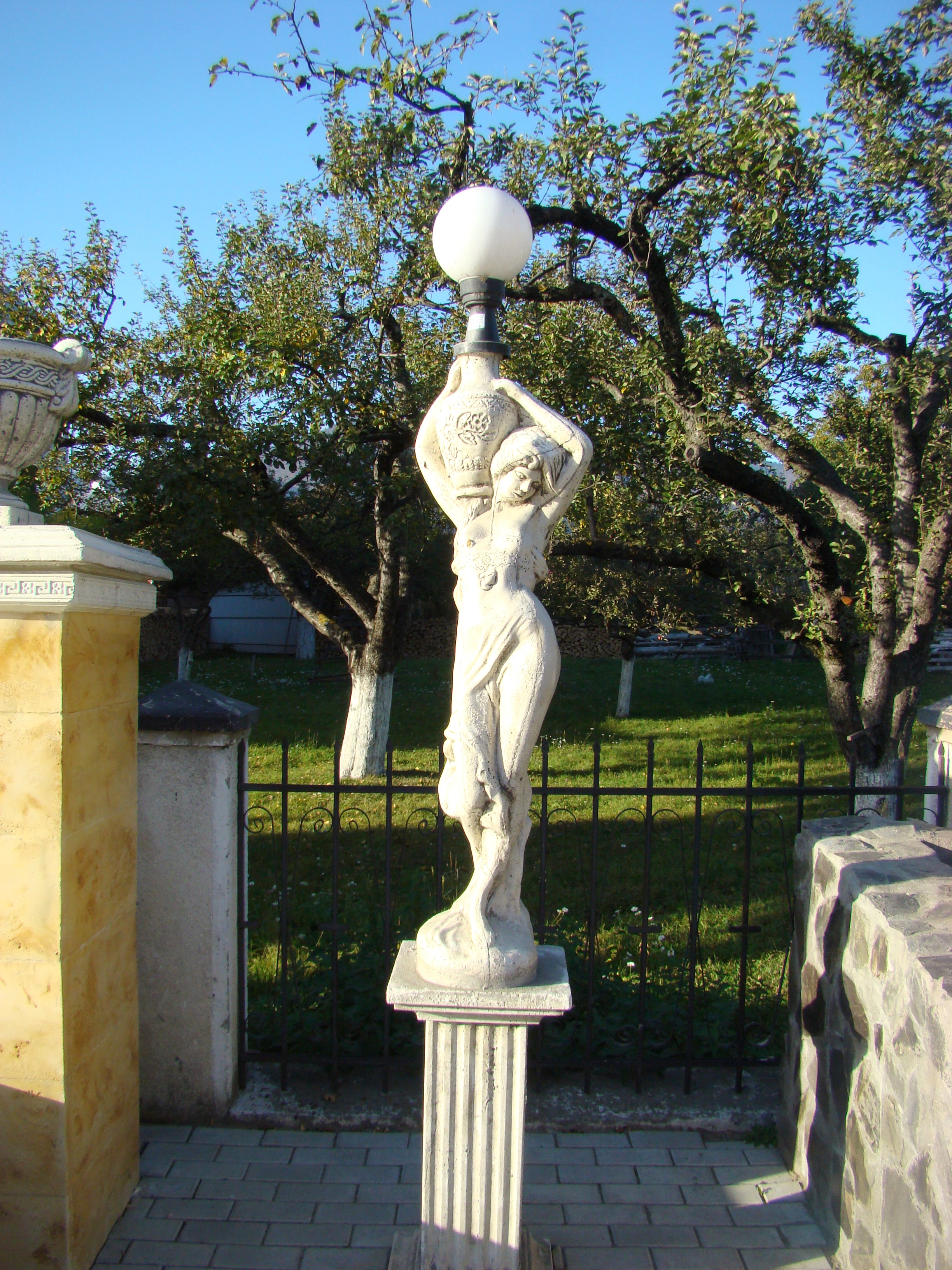
Nő kígyóval (1939)

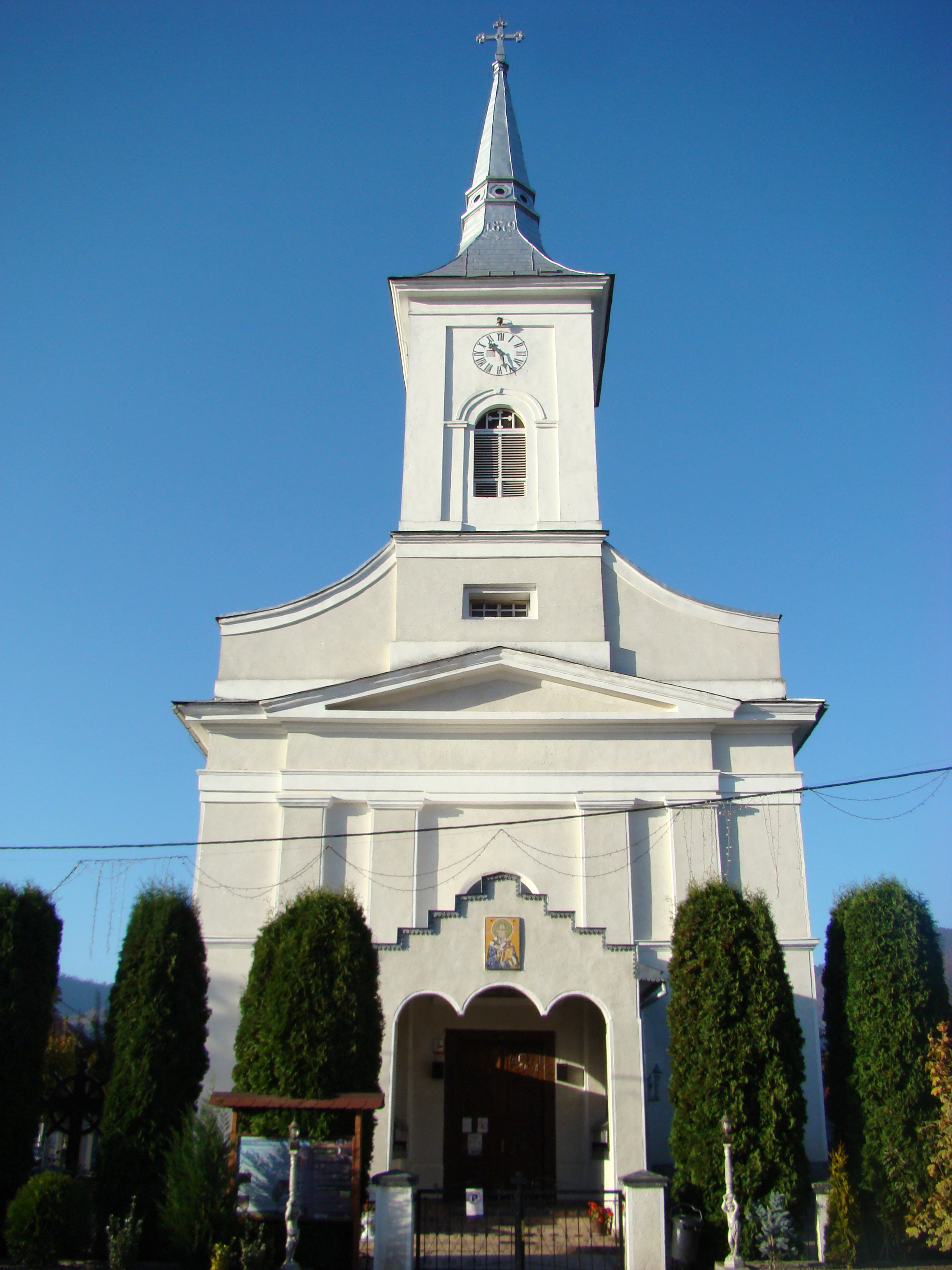
Ortodox templom (1837)

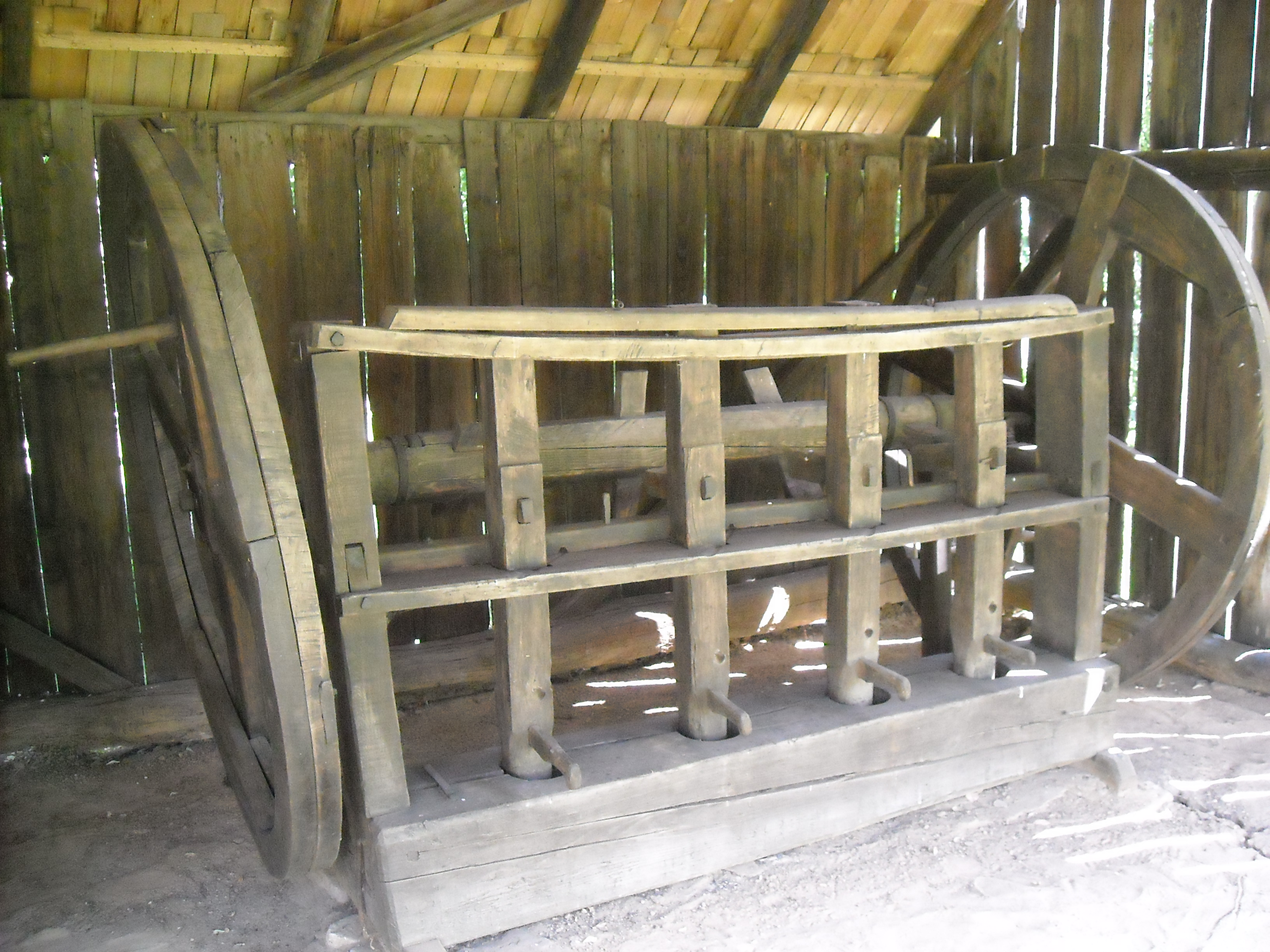
Borgóprundi olajütő a 19. század közepéről

A Borgói-hágó előterében a 14. századtól létezett szórt település Borgó néven, amely Doboka vármegyéhez tartozott. 1755-ben kiépítették a Beszterce völgyében Moldvába vezető postautat. Az 1769–73 között fölvett jozefiniánus térkép a mai Alsóborgó, Borgóprund és Borgóbeszterce területén sorakozó gazdaságokat Nagy Borgo néven írja, de a Tiha-patak Besztercébe ömlésénél jelez egy Prundu Szekuluj nevű házcsoportot. A Borgó-vidék központjaként való kiépülése a terület Katonai határőrvidékhez való csatolásához kötődik. Erre felkészülésül a kincstár már 1770-ben papírmalmot alakított itt, és itt jelölte ki a Borgó-vidék falvainak katonai parancsnokságát. 1784-ben lakóit megváltották a Bethlen családtól, attól kezdve az erdélyi második román határőrezredben szolgáltak határőrként. Az elégedetlenséget megelőzendő a hatóságok meg sem próbálták őket katolizálni, mindvégig ortodox hiten maradtak. 1784-ben hetivásár tartására kapott jogot. Ugyanazon évtől itt élt a határőrség egyik alezredese, 1816-tól kezdve egyik őrnagya. Papírmalmát 1793-ban bérbe adták.
1848-ban a román határőrezredek a császár mellett, a magyar forradalmárok ellen fogtak fegyvert. Környékét Urban vezetésével sáncokkal erődítették. 1849. február 25-én Bem József serege a határőröket Bukovinába szorította. A határőrök családjai a hegyekbe húzódtak, Bem seregének székely katonái pedig kijavították a Beszterce-völgy erődítéseit. A Grotenhjelm és Urban vezette orosz–osztrák (román) egyesült csapatok június 21-én bírták a székely helyőrséget állásaik feladására.
1851-ben a határőrezredet feloszlatták. Borgóprund 1861 és 1876 között Naszód vidéke egyik járási székhelye volt. 1876-ban Beszterce-Naszód vármegyéhez csatolták, járásszékhelyi címét 1877-ben vesztette el. Papírmalmát 1873-ban a bécsi Neusiedler cég vásárolta meg, a következő évben pedig megnyílt a Zum Engelschutz patika.
1880 körül a borgó-vidéki lakosság fő megélhetési forrását az a mintegy háromszáz kezdetleges fűrészmalom biztosította, amely a falvak külterületén deszkát, gerendát, lécet, szőlőkarót és zsindelyt gyártott. Ezeket a borgói fuvarosok Beszterce, Dés és Kolozsvár piacán értékesítették, visszafelé pedig kézműves termékeket hoztak eladni a dornavátrai vásárra. 1883-ban Haltrich és fia komoly papírgyárrá alakították át a papírmalmot. Zsidó lakói 1885-től alkottak saját hitközséget, amely szigorúan ortodox, részben haszid szellemben működött. A 20. század elején ló- és marhavásárok színhelye volt több fogadóval, faiparral, alma- és szilvatermesztéssel, szarvasmarha-tenyésztéssel. Híresek voltak a határában rendezett medvevadászatok. 1908-ban nagyközséggé alakult. 1909-ben megszűnt az alapítványi román határőriskola, a borgóprundi gyerekek ezután csak az 1885-ben alapított állami magyar iskolába járhattak. Friedländer Elimélekh rabbi 1904-től Kneszet Hahamim címmel vallási folyóiratot adott ki, Friedländer Mendelné nyomdájában 1910 és 1913 között héber írású kiadványok is készültek.
A papírgyár 1928 körül nyolcvan munkással évi 1200 tonna papírt állított elő. 1940 után Bethlen István személyesen árjásította, valódi tulajdonosai-vezetői helyükön maradhattak. 1944 októberében a szovjetek elől visszavonuló magyar csapatok legyilkolták a falu hét román lakosát.
1956 őszén a Borgóprundon állomásozó 255. tüzérezred katonái – a magyarországi forradalom hatására – szervezkedésbe kezdtek Teodor Mărgineanu főhadnagy vezetésével, melynek célja egy rendszerellenes zendülés kirobbantása lett volna. A Securitate azonban rövid idő alatt tudomást szerzett a szervezkedésről, a szervezőket letartóztatták, Mărgineanut pedig Szamosújváron kivégezték.

## Gazdaság
- A papírgyár az utolsó években iskolaszereket, füzeteket, kartont és hullámpapírt állított elő.[11] Miután csődbe ment, helyén 2007-ben egy ötszáz munkahelyes új gyárat adtak át, amely hűtőberendezéseket és radiátorokat gyárt.[12]

## Híres emberek
- Itt született 1909. szeptember 5-én Kahán Sára festőművész.